# سيسيل ويرسون
سيسيل ويرسون (بالإنجليزية: Cecil Oerson)‏ (18 ديسمبر 1978 في جنوب أفريقيا - ) هو لاعب كرة قدم جنوب أفريقي في مركز الوسط. شارك مع منتخب جنوب أفريقيا لكرة القدم. أما مع النوادي، فقد لعب مع موروكا سوالوز وBloemfontein Young Tigers ‏ ونادي بلومفونتين سيلتيك.

## روابط خارجية
- سيسيل ويرسون على موقع قاعدة بيانات كرة القدم.إي يو (الإنجليزية)
- سيسيل ويرسون على موقع ناشيونال فوتبول تيمز (الإنجليزية)